# 지옥의 기계
《지옥의 기계》(La Machine infernale)는 오이디푸스 신화를 밑그림으로 장 콕토가 쓴 희곡 작품이다.

## 구성
전 4막으로 구성되어 있으며, 각각의 막에는 〈유령〉, 〈오이디푸스와 스핑크스의 만남〉, 〈혼례의 밤〉, 〈오이디푸스왕〉이라는 소제목이 붙어 있다. 제1막은 선왕 라이오스의 유령이 테베의 성벽 아래에 나타나, 이오카스테와 테이레시아스가 사건의 진위를 확인하러 성벽을 방문하는 장면이고, 제2막은 소포클레스의 ≪오이디푸스왕≫에서는 이미 극행동이 전개되기 이전에 완료된 사건인 오이디푸스가 스핑크스와 대면하여 수수께끼를 풀게 되기까지의 과정이며, 제3막은 오이디푸스와 이오카스테가 혼례를 치른 날 밤을 재현하고, 제4막은 소포클레스의 작품 전체를 포괄․압축하는 장면들로 진실이 밝혀지고 비극이 완성되는 과정을 보여준다.

## 소포클레스의 비극과의 비교
우리에게 잘 알려져 있는 소포클레스의 비극 ≪오이디푸스왕≫의 기본 골격은 콕토의 극에서도 그대로 유지되고 있다. 아폴론의 신탁에 따라, 오이디푸스가 아버지 라이오스를 살해하고 어머니 이오카스테와 근친상간을 범하게 되며, 이오카스테는 자살하고 오이디푸스가 스스로 자신의 눈을 자해한다는 줄거리는 소포클레스의 극과 맥을 같이 하고 있다.
그럼에도 소포클레스의 극과 비교해 볼 때, 콕토의 고대 비극의 현대화의 노력은 다양한 각도에서 진행된 듯 보인다. 먼저 콕토는 라이오스의 유령과 스핑크스, 네메시스, 중년부인 등 새로운 등장인물들을 창조해 내었다. 극의 초반에 등장하는 라이오스의 유령은 ≪햄릿≫의 첫장면을 연상시키는데, 콕토는 ≪햄릿≫과의 유사성을―국왕의 시해, 시해자와 미망인의 결혼, 근친상간의 그림자―암시함으로써 관객들로 하여금 극의 전개과정을 미리 유추케 하며, 1막의 라이우스 유령과 이오카스테의 실현되지 못하는 만남과 2막의 테바이를 향해 다가오는 오이디푸스와 스핑크스의 만남을 동일한 시간대에 진행되는 것으로 설정함으로써 아버지와 아들의 암묵적인 갈등을 표면으로 끌어올린다. 한편, 스핑크스와 네메시스의 무대적 현존은 오이디푸스 몰락의 최대의 원인인 그의 성격적 결함, 즉 오만과 파렴치함을 강조하는 데 적절한 기능을 하는 것으로 보인다. 오이디푸스가 테바이에 입성하여 왕비와 결혼할 수 있었던 그의 영웅적 행위는 사실상, 그의 용맹성과 지적 역량에 근거한 것이 아니라, 스핑크스가 베푼 사랑의 행위와 그것에 대한 그의 배반에 근거한 것이었던 만큼, 이들은 오이디푸스의 왜소한 인격을 드러내고, 오이디푸스의 종국의 파멸의 정당성을 제공한다. 한편, 중년부인과 스핑크스와의 대면 장면은 테바이의 현실상황과 민심을 읽게 하는 단초가 된다.
콕토의 현대화는 새로운 등장인물의 창조에서뿐 아니라, 기존의 등장인물의 성격변화에서도 드러난다. 먼저, 콕토의 오이디푸스는 소포클레스의 오이디푸스처럼 위엄있고 지적이며 강인한 인물이 아니다. 콕토의 오이디푸스는 명예와 영광 그리고 권력을 꿈꾸는 몽상가이며 야심가이다. 그는 ‘너는 네 아비를 죽이고 네 어미와 결혼할 것이다’라는 천인공노할 신탁을 듣고도 그것에 겁을 먹기보다는 그 신탁을 코린토스의 답답한 생활로부터 벗어날 수 있는 핑계로 이용할만큼 방약무인하며, 여행길에 끓어오르는 혈기로 살인을 저질러 놓고도 곧바로 훌훌 털어 버릴 정도로 심상하고 천연덕스럽기도 하고, 신의 말씀에 아랑곳하지 않는 오만함과 자신이 저지른 살인행위를 자신의 용맹함의 증거로 생각하는 자기본위적인 이기심을 드러내기도 한다. 이오카스테 역시 고대극과 비교해 볼 때, 두드러진 성격적 변화를 보이는데, 소포클레스의 이오카스테가 궁중의 법도인 위엄과 품위를 유지하면서 남편과 오라비(크레온) 그리고 예언가(테이레시아스)의 그늘 아래서 조역으로서의 역할만을 수행할 뿐이라면, 콕토의 여주인공은 전통과 관습으로부터 자유롭고, 다소간 경박하면서도 자유분방한 모습을 보여주며 극행동을 주도해 나간다. 이오카스테의 역할 부상에 힘입어 소포클레스의 극과는 달리, 콕토의 극속에서는 친부살해의 국면은 후면으로 퇴각하고 근친상간의 국면이 더욱 두드러지게 부각된 듯 보인다.

## ISBN
- ISBN 978-89-6228-430-0